# 大阪電力
大阪電力株式会社（おおさかでんりょく かぶしきかいしゃ）は、大正末期から昭和初期にかけて存在した日本の電力会社である。関西電力送配電管内にかつて存在した事業者の一つ。
当時の大手電力会社大同電力の傍系会社として1925年（大正14年）に設立。同社が経営していた大阪府内の配電事業を引き継ぎ、堺市・岸和田市などへ電気の供給を行った。1934年（昭和9年）大同電力へと吸収され、この地域の配電事業は再度直営化された。

## 沿革

### 大阪電灯解体
1889年（明治22年）5月、大阪市西区西道頓堀町に建設された発電所から電気の供給が開始され、大阪市においても電気供給事業が開業した。事業主体は大阪市の有力実業家らを発起人として1888年（明治21年）に設立された大阪電灯株式会社である。同社は開業後順次電灯・電力（動力用電力）双方について供給を拡大するとともに、大阪市周辺の東成郡・西成郡の町村へも供給区域を拡張。1904年（明治37年）には堺電灯（1894年6月設立）から事業を譲り受けて堺市方面へも進出した。
こうして大規模化した大阪電灯だが、1906年（明治39年）に大阪市と締結した報償契約により経営に強い制約を受けた。この契約に基づき、1922年（大正11年）より市には大阪電灯の事業を市営化できる権利が発生。市では早速同年1月より買収交渉に入った。1年を超える交渉の結果、大阪市内と東成郡・西成郡内における事業を大阪市が買収するという合意が成立、1923年（大正12年）10月市営化が実施され同地の事業は大阪市営電気供給事業に吸収された。一方、大阪電灯は残余事業のみで存続する道を選ばず、市営化と同時に残余事業を関係のあった大同電力株式会社へ引き渡した。

### 大阪電力の設立
大阪電灯から事業を引き継いだ大同電力は、木曽川などで電源開発にあたり、その電力を関西地方を中心に供給していた戦前期の大手電力会社である。同社は事業継承以前の1922年9月に大阪府内の大阪市・堺市および東成郡・西成郡・中河内郡・南河内郡・泉北郡・泉南郡（同年11月泉南郡から岸和田市が分立）のそれぞれ全域を電力供給区域とする事業許可を取得していた。これらの電力供給区域についてはまず岸和田営業所を新設、岸和田市周辺や泉南郡佐野町・貝塚町周辺の紡績工場・織布工場へ供給すべく1923年12月に送電設備を整備した。その一方、大阪市と東成郡・西成郡は宇治川電気と重複する電力供給区域のため、1924年（大正13年）2月に同社との電力供給契約を締結した際大同電力はこの地域へと供給しないことが取り決められた。
1923年10月、大阪電灯の残余事業を買収したことで、上記既許可電力供給区域に加えて堺市全域および中河内郡・南河内郡・泉北郡の各一部（計25町村）が新たに電灯・電力供給区域となった。また営業設備として堺営業所および河内営業所（八尾町）を継承している。これら地域における大同電力の一般供給事業はその後順調に成績を伸ばしていくが、1925年（大正14年）になると同社は主力事業である電気事業者への電力卸売りに集中すべく大阪府内の一般供給事業を子会社に経営させる方針を決定する。6月には新会社発起人との間に事業および財産の現物出資に関する契約を締結。新会社は資本金を1000万円・700万円払込とし、そのうち698万750円を大同電力による現物出資でまかない残りを発起人・縁故人により出資するものとされた。
新会社・大阪電力株式会社は1925年8月15日に創立総会を開いて発足した。ただし事業譲渡認可の遅れから設立登記は同年10月28日付となった。本社は大阪市東区高麗橋3丁目1番地（大同電力大阪支店所在地）に設置。代表取締役社長には大同電力副社長の増田次郎が就任した。

### 大同電力による再吸収
設立以来、大阪電力の事業は順調な発展を続け、1930年前後の不況期には増加率が低迷したものの電灯・電力ともに供給は増加を続けた。具体的には、設立初年度の1925年下期末時点で電灯15万3586灯・電力供給2万285馬力・電熱供給479キロワットであった供給成績は、1934年（昭和9年）下期末には電灯26万6312灯・電力供給5万371馬力・電熱供給1,863キロワットまで伸長している。従って経営成績も良好で、1926年上期は8.5%、同年下期より9%の配当を行い、1930年以降は電力業界一般の不振に際して内容の充実を図って減配としたものの8%、1932年以降は7%の配当を続けた。電源はすべて大同電力からの受電により、供給の伸びとともに受電電力は増加を続け1925年度には1万3,000キロワットであったものが1934年には2万6,500キロワットとなった。
1934年、大同電力は、業界内の競争激化により卸売り専業では競争力が低下してしまうとの考えから、大阪電力の一般供給事業を直営に戻す方針を固めた。同年5月1日付で両社は合併仮契約を締結、大同電力は大阪電力を吸収合併して資本金を1000万円増資することとなった。合併比率は、大阪電力の額面50円・35円払込済み株式1株に対し大同電力の額面50円全額払込済み株式1株を交付するので、7対10ということになるが、大同側は1933年より無配であるのに対し大阪電力は7%の配当を行いかつ多額の内部留保金を有する関係から大阪電力側を有利に設定された。大同電力では同年6月30日、大阪電力では7月2日、それぞれ株主総会にて合併を承認。逓信省からの合併認可が遅れたため合併契約上の合併期日11月1日よりも遅れて11月30日付で合併実行となった。翌12月26日大同電力にて大阪電力合併の報告総会が開かれ、同日をもって大阪電力は解散した。
なお大阪電力の設立以来の役員について見ると、初代社長の増田次郎は1927年（昭和2年）1月に辞任し、2代目社長に村瀬末一が就任。村瀬が1931年（昭和6年）12月に大同電力副社長辞任とともに辞任すると木村森蔵が代表取締役専務となり（在任のまま1933年12月死去）、1933年（昭和8年）6月の役員総改選の結果増田次郎が社長に復帰した。以後増田は大同電力・大阪電力の社長を兼任していた。

## 供給区域
1934年6月末時点での大阪電力の供給区域は以下の通りである。すべて大阪府内に位置する。
- 電灯・電力供給区域
  - 堺市
  - 泉北郡（1町2村）
    - 浜寺町（一部）・神石村・五箇荘村（すべて現・堺市）

  - 中河内郡（1町16村）
    - 巽村・加美村・瓜破村・長吉村・矢田村（現・大阪市）
    - 弥刀村・長瀬村（現・東大阪市）
    - 八尾町・龍華村・久宝寺村・大正村・西郡村・南高安村・高安村・曙川村（現・八尾市）
    - 堅下村（現・柏原市）
    - 三宅村（現・松原市）

  - 南河内郡（1町1村）
    - 柏原町（現・柏原市）
    - 志紀村（現・八尾市）
- 電力供給区域
  - 岸和田市
  - 泉南郡
  - 泉北郡（電灯供給区域以外の地域）
  - 中河内郡（同上）
  - 南河内郡（同上）

これらの供給区域は大同電力との合併により同社に引き継がれたが、1939年（昭和14年）4月に日本発送電へと事業譲渡され、上記地域は日本発送電の供給区域となった。その後配電統制令が出されるに及び大阪府は新設の国策配電会社関西配電（関西電力の前身）の配電区域とすることが決まり、1942年（昭和17年）4月の同社設立とともに府内にあった日本発送電の配電設備・需要者屋内設備一切は関西配電へと出資された。

## 本社・営業所所在地
本社および営業所（計3か所）の所在地は以下の通り。
- 本社：大阪市東区高麗橋3丁目
- 堺営業所：大阪府堺市竜神橋通
- 河内営業所：大阪府中河内郡八尾町
- 岸和田営業所：大阪府岸和田市宮本町